# Gorillaz (album)
Gorillaz è il primo album in studio del gruppo musicale britannico omonimo, pubblicato il 26 marzo 2001 dalla Parlophone.

## Descrizione
Composto di 15 brani (più una traccia fantasma che altro non è che un remix del singolo Clint Eastwood), lo stile è largamente considerabile come alternativo, non mancando numerose influenze come hip hop, pop ed elettronica, oltre che brani che toccano il dub e il funk.
L'uscita dell'album precedette per molti aspetti la vera identità degli elementi della band, iniziando così un fenomeno mediatico senza precedenti, tant'è che raggiunse la terza posizione nel Regno Unito con 6 milioni di copie e la quattordicesima negli Stati Uniti con 1.5 milioni. Da questo album sono stati estratti tre singoli inizialmente: Clint Eastwood, 19-2000 e Rock the House, seguiti l'anno successivo da Tomorrow Comes Today.
Nel 2004 fu pubblicato assieme a Laika Come Home del 2002 in un box ad edizione limitata facente parte di una collezione speciale EMI.

## Tracce
1. Re-Hash – 3:38
2. 5/4 – 2:40
3. Tomorrow Comes Today – 3:12
4. New Genious (Brother) – 3:57
5. Clint Eastwood – 5:42
6. Man Research (Clapper) – 4:29
7. Punk – 1:36
8. Sound Check (Gravity) – 4:40
9. Double Bass – 4:44
10. Rock the House – 4:09
11. 19-2000 – 3:27
12. Latin Simone (¿Que pasa contigo?) – 3:36
13. Starshine – 3:31
14. Slow Country – 3:35
15. M1 A1 – 10:40 – contiene la traccia fantasma Clint Eastwood (Ed Case Re-Fix)

Tracce bonus nell'edizione speciale europea
1. M1 A1 – 4:01
2. Clint Eastwood (Ed Case/Sweetie Irie Re-Fix) (Edit) – 3:44
3. 19-2000 (Soulchild Remix) – 3:27

Contenuto bonus nell'edizione super deluxe
- Exhibit B: G-Sides

1. 19-2000 (Soulchild Remix)
2. Dracula
3. Rock the House (Radio Edit)
4. The Sounder (Edit)
5. Faust
6. Clint Eastwood (Phi Life Cypher Version)
7. Ghost Train
8. Hip Albatross
9. Left Hand Suzuki Method
10. 12D3

- Exhibit C: Laika Come Home (Space Monkeyz vs Gorillaz)

1. Jungle Fresh
2. Strictly Rubbadub
3. Bañana Baby
4. Monkey Racket
5. De-Punked
6. P45
7. Dub Ø9
8. Crooked Dub
9. Mutant Genius
10. Come Again
11. A Fistful of Peanuts
12. Lil' Dub Chefin'
13. Strictly Rubbadub (Extended)
14. A Fistful of Peanuts (Extended)

- Exhibit D: Live from the Forum, London (2001)

1. M1 A1
2. Tomorrow Comes Today
3. Slow Country
4. 5/4
5. Starshine
6. Man Research
7. Sound Check
8. Re-Hash
9. Clint Eastwood
10. Rock the House
11. Dracula
12. 19-2000
13. Punk
14. 5/4 (Reprise)
15. Clint Eastwood (Reprise)

- Exhibit E: Successfully Seized Demo Recording Titles

1. 1st Idea
2. Shaga Laga
3. Genious
4. Hand Clapper
5. Acoustic 2

## Classifiche
| Classifica (2001-21) | Posizione massima |
| -------------------- | ----------------- |
| Australia            | 17                |
| Austria              | 3                 |
| Belgio (Fiandre)     | 10                |
| Belgio (Vallonia)    | 3                 |
| Danimarca            | 4                 |
| Finlandia            | 7                 |
| Francia              | 7                 |
| Germania             | 3                 |
| Italia               | 10                |
| Norvegia             | 2                 |
| Nuova Zelanda        | 2                 |
| Paesi Bassi          | 17                |
| Portogallo           | 35                |
| Regno Unito          | 3                 |
| Svezia               | 14                |
| Svizzera             | 6                 |